# Bennasser Benchohra
Bennasser Benchohra (ou Bennacer Benchohra), anciennement Mekhareg, est une commune de la wilaya de Laghouat en Algérie.